# Horsfieldia oligocarpa
Horsfieldia oligocarpa är en tvåhjärtbladig växtart som beskrevs av Otto Warburg. Horsfieldia oligocarpa ingår i släktet Horsfieldia och familjen Myristicaceae. Inga underarter finns listade i Catalogue of Life.